# 王欣太
王欣太（日语：きんぐ ごんた、1962年3月9日—）是日本的漫畫家。出身於大阪府大阪市，现居京都，血型AB型，是日本漫畫《蒼天航路》、《ReMember記憶謎底》、《達人列傳〜乘風九萬里〜》、《HEAVEN天堂》、《地狱之家》的作者。

## 來歷
王欣太在大學經濟學部畢業後，在心齋橋中心的一家事務所從事營業員的工作，兩年後公司倒閉便轉行當設計師。之後受到鄭問的漫畫所影響再轉行當漫畫家。當初連載《蒼天航路》是因為当时的编辑对王欣太说：“你要不要制作一部百老汇音乐剧那样的三国志？”而產生的，這部三國漫畫的風格與眾不同，更多注重的是人物感情，再加上表现方式也幾乎是舞台化手段。对曹操的描写都是从外人的眼裡得到的，而作为主角的曹操却很少有直接心理上的描写。
作品中的最大也是最为人所称道的就是作品的价值观与我们熟知的《三国演义》有很大的区别，这归功于作者王欣太平时对中国文化的了解，而且他喜欢读陈舜臣先生的《中国仁侠传》。对中国早古时期的社会风气，人文价值等有深刻的了解。而《三国演义》更多的是在为明朝的儒学理学当教科书（主要還是以刘备為主角）。所以《蒼天航路》不但有趣还更有历史说服力，比如汉朝的尚武崇义就和儒学的尊文好仁不同，《三国演义》推崇仁义道德和计谋。但是《蒼天航路》则不同，它徹底活化了曹魏跟孫吳陣營的人讓這些歷史真正的主角有了生命力，也還給蜀漢劉備、諸葛亮一個真實的面貌，而且對個人心境的描寫還有戰鬥跟謀略的架構都解釋得相當完整，許多任侠豪杰们都能充分展现他们獨特的魅力。另外作者還亲自翻阅正史资料，找出一些亮点加以润色。

## 年表
- 1989年 - 凭《A Mess on a Weekend》出道（GONTA名義），获得《Afternnon四季赏（日语：アフタヌーン四季賞）》。
- 1990年 - 於《月刊Afternnon（日语：月刊アフタヌーン）》以青年漫畫《HEAVEN天堂》（處女作）首次亮相。
- 1992年 - 在該雜誌上發表新作品《地狱之家》。
- 1994年 - 從講談社發行的週刊漫畫雜誌和旅日韓國人李學仁一同合作，以西晉陳壽所撰寫的《三國志》為藍本開始連載以曹魏為正統的三國漫畫《蒼天航路》。
- 1998年 - 原作者李學仁在連載的過程中因肝癌惡化病逝，之後由自己一人執筆繼續連載《蒼天航路》，以曹操之死作為故事的結束。
- 同年，《蒼天航路》在第22回講談社漫画賞一般部門中得獎。
- 2005年 - 《蒼天航路》單行本全36卷完結，總共409話。
- 2006年 - 發行全彩色的《蒼天航路画傳》。
- 2007年 - 由自己完全監修製作的「豪華限定版 画傳蒼天航路」在《第41回造本装幀コンクール展（日语：造本装幀コンクール展）》漫畫部門中榮獲大獎。
- 同年，Web限定連載作品《火王（FIREKING）》。
- 2009年 - 《蒼天航路》改編成動畫，於4月於日本播出，內容包括黃巾之亂、討伐董卓、群雄割據直到官渡之戰為止，全26話。
- 2010年 - 前一部作品《蒼天航路》完結將近5年並開始連載新作品《ReMember記憶謎底》，2012年連載結束，全7卷。
- 2013年 - 《漫畫ACTION》開始連載以春秋戰國時代為題材的歷史漫畫《達人列傳〜乘風九萬里〜》。
- 2017年 - 得知鄭問病逝而為他寫信憑弔。

### 獲獎記錄
- 1989年 - 四季赏（日语：アフタヌーン四季賞）（《A Mess on a Weekend》）
- 1998年 - 第22回講談社漫画賞一般部門大獎（《蒼天航路》）
- 2007年 - 第41回造本装幀コンクール展（日语：造本装幀コンクール展）在漫畫部門中榮獲大獎（「豪華限定版 画傳蒼天航路」）

## 人物及畫風風格
自己取名為“王欣太”這個筆名，是为了向中国文化致意，同時也是為了能登上“漫画”這都會形舞台而取的，自己本身則是一個不折不扣的日本人。其画风辛利，线条粗犷，人物把握传神，画工相当深厚。是一个非常了不起的漫画家。之所以畫起漫畫，他的啟蒙者不是日本漫畫家，而是台灣漫畫家鄭問，當初王欣太看過他的漫畫之後，在驚愕之餘，心中便產生了“怎麼能輸給他”的念頭，並以此為出發點所做出的決定，他想要追隨鄭問的水墨畫風，因此《蒼天航路》幾乎是以毛筆來作為創作，後期的漫畫《ReMember記憶謎底》及《達人列傳〜乘風九萬里〜》也都是以水墨創作。總而言之，就是因為鄭問的經典水墨画風影響了王欣太進入漫畫界。事實上使用水墨風格的漫畫家不在少數，如香港漫畫家李志清、日本漫畫家井上雄彥。甚至鄭問的徒弟張裕群也創作出類似鄭問風格的作品。

## 作品列表

### 連載作品
- 《HEAVEN天堂》（GONTA名義、1990年 - 1992年、月刊Afternnon（日语：月刊アフタヌーン）、講談社）
- 《地狱之家》（GONTA名義、1992年 - 1994年、月刊Afternnon、講談社）
- 《蒼天航路》（原作：李學仁、1994年 - 2005年、週刊Morning、講談社）
- 《火王（FIREKING）》（2007年 - 2009年、MiChao!（日语：MiChao!）、講談社）
- 《三界のスサ》（2007年、Morning増刊号MANDALA、講談社）
- 《ReMember記憶謎底》（2010年 - 2012年、週刊Morning、講談社）
- 《達人列傳〜乘風九萬里〜》（2013年 - 連載中、漫畫ACTION、双葉社）

## 助手
- Crab man（小野伸明）[4]

## 資料來源
1. ↑  『モーニング』2011年25号の作者の近況欄『王國新聞』より。
2. ↑  同じく『モーニング』2011年28号の作者の近況欄『王國新聞』より。
3. ↑  会社が倒産していなければ、漫画家になっていなかったと、本人が述べている。
4. ↑  .   [2015-03-29]. （原始内容存档于2015-04-02）.

## 外部連結
- (談哲學有點太沉重) by 京城野 at	Nov 1, 2005年
- (新聞中心--地區寫真)編輯；董雪楓，2004年10月10日，時間11:15:03，稿源:國際線上 （页面存档备份，存于）
- 王欣太的X（前Twitter）